# Ian Turnbull
Ian Wayne Turnbull (* 22. Dezember 1953 in Montreal, Québec) ist ein ehemaliger kanadischer Eishockeyspieler (Verteidiger), der von 1973 bis 1983 für die Toronto Maple Leafs, die Los Angeles Kings und die Pittsburgh Penguins in der National Hockey League spielte.

## Karriere
Als Junior spielte er in der Ontario Hockey Association für die Montréal Junior Canadiens. Hier zeigte er, dass er als offensiver Verteidiger großes Potential zu bieten hatte. In der OHA wechselte er zu den Ottawa 67’s und spielte dort noch ein Jahr gemeinsam mit Denis Potvin. Beim NHL Amateur Draft 1973 wurden dann beide in der ersten Runde ausgewählt. Die Rechte an Turnbull sicherten sich die Toronto Maple Leafs mit dem fünfzehnten Pick. Auch im Draft der World Hockey Association wurde er ausgewählt. Hier holten sich die Vancouver Blazers die Rechte in der sechsten Runde auf Platz 70.
Gleich in der Saison 1973/74 schaffte er den Sprung in die NHL und an der Seite von Borje Salming konnte er beeindrucken. Seine Entwicklung wurde gebremst, als er sich in einem Zweikampf mit Bob Plager von den St. Louis Blues eine Knie-Verletzung zuzog. Dadurch spielte er nur 22 Spiele in der Saison 1974/75 und wurde zum Aufbau auch bei den Oklahoma City Blazers in der Central Hockey League eingesetzt.
Nach der Genesung konnte er wieder eine Rolle als Verteidiger mit starkem Drang nach vorne einnehmen. In das Jahr 1977 startete er mit einer kleinen Krise und blieb einige Spiele ohne Scorerpunkt. Diese Negativserie beendete er am 2. Februar, als er bei einem 9:1-Sieg gegen die Detroit Red Wings fünf Tore erzielen konnte und hiermit einen bis heute gültigen Rekord für Verteidiger aufstellte.
Bis zum Beginn der Saison 1981/82 spielte er in Toronto, dann wurde er an die Los Angeles Kings abgegeben. Hier wurde er aber auch zeitweise ins Farmteam zu den New Haven Nighthawks in der AHL abgeschoben. Ein Jahr darauf versuchte er noch einmal bei den Pittsburgh Penguins Fuß zu fassen, doch nach nur sechs Einsätzen hängte er zum Ende der Saison die Schlittschuhe an den Nagel.

## Rekorde
- 5 Tore als Verteidiger in einem Spiel (2. Februar 1977 in Toronto mit den Toronto Maple Leafs gegen die Detroit Red Wings 9:1)